# Copa Libertadores 2003
W czterdziestej czwartej edycji Copa Libertadores udział wzięły 34 kluby reprezentujące wszystkie kraje zrzeszone w CONMEBOL oraz Meksyk, będący członkiem CONCACAF. Dwa najsilniejsze państwa, Brazylia i Argentyna, wystawiły po 4 kluby. Reszta państw oprócz Meksyku i Wenezueli wystawiła po trzy kluby, natomiast Meksyk i Wenezuela po dwa kluby. Ponadto Paragwaj reprezentował czwarty klub – broniący tytułu klub Club Olimpia.
Olimpia nie obroniła tytułu, odpadając już w 1/8 finału, gdzie przegrała oba mecze z brazylijskim klubem Grêmio Porto Alegre. Pogromca Olimpii w ćwierćfinale uległ kolumbijskiemu klubowi Independiente Medellín, ten z kolei w półfinale okazał się gorszy od brazylijskiego Santosu FC, a Santos w finale uległ klubowi Boca Juniors, który wrócił na tron, opuszczony rok wcześniej na rzecz Olimpii.
Na początku turnieju rozegrana została faza wstępna, gdzie zmierzyły się ze sobą dwa kluby meksykańskie i dwa wenezuelskie. Do fazy grupowej awansowały oba kluby z Meksyku. W fazie grupowej 32 kluby podzielono na 8 grup liczących po 4 drużyny. Do 1/8 finału awansowały po dwa najlepsze kluby z każdej grupy.
W 1/8 finału wylosowano osiem par, które wyłoniły ośmiu ćwierćfinalistów. W ćwierćfinale wylosowano cztery pary, które wyłoniły czterech półfinalistów. W półfinale dwie pary wyłoniły dwóch finalistów.
Znakomicie spisały się kluby kolumbijskie, América Cali i Independiente Medellín, które dotarły aż do półfinału. W półfinale Independiente Medellín uległ Santosowi, a América nie sprostała klubowi Boca Juniors, który okazał się ostatecznym triumfatorem turnieju.
Obok Kolumbii tylko Brazylia i Argentyna wprowadziły do ćwierćfinału po dwa kluby, podczas gdy Meksyk i Chile tylko po jednym klubie. Mimo iż oba kolumbijskie kluby dotarły do półfinału, finał był pojedynkiem argentyńsko-brazylijskim. W finałowym dwumeczu Boca Juniors wykazał zdecydowaną wyższość nad Santosem, wygrywając oba mecze różnicą dwóch bramek.
Najsłabiej w tej edycji turnieju, obok klubów wenezuelskich, spisały się kluby z Ekwadoru, Peru i Boliwii, z których żaden nie awansował do fazy pucharowej. Klub Oriente Petrolero nie wygrał żadnego z 6 meczów.

## 1/32 finału
Runda kwalifikacyjna (rozegrana w 2002 roku): Meksyk, Wenezuela

| 22.10 Estudiantes Mérida – UNAM Meksyk 1:0 (0:0) - 1:0 Emerson Panigutti 70 |
| 24.10 Nacional Táchira San Juan de Colón – UNAM Meksyk 1:2 (1:0) - 1:0 Clóvis Bento 15, 1:1 Joaquín Beltrán 77, 1:2 Álvaro Fabián González 85 - mecz rozegrany w mieście Mérida                                                   |
| 29.10 Estudiantes Mérida – Cruz Azul 1:1 (0:1) - 0:1 Miguel Zepeda 36, 1:1 Leonel Vielma 69k |
| 31.10 Nacional Táchira San Juan de Colón – Cruz Azul 2:3 (1:0) - 1:0 Clóvis Bento 42, 1:1 Julio César Pinheiro 55, 1:2 Mariano Messera 69, 1:3 Juan Carlos Cacho 79, 2:3 Giovanni Daniel 92 - mecz rozegrany w mieście Mérida     |
| 06.11 UNAM Meksyk – Cruz Azul 1:1 (1:1) - 0:1 Marinho Ledesma 40, 1:1 Pablo Campos Zamorano 43s |
| 06.11 Estudiantes Mérida – Nacional Táchira San Juan de Colón 1:0 (0:0) - 1:0 Luis Felipe Arce 61 |
| 12.11 UNAM Meksyk – Estudiantes Mérida 3:1 (2:0) - 1:0 Álvaro Fabián González 23, 2:0 José Luis López Monroy 28, 2:1 Emerson Panigutti 46, 3:1 Álvaro Fabián González 90                                                          |
| 14.11 Cruz Azul – Estudiantes Mérida 2:1 (1:1) - 0:1 Emerson Panigutti 26, 1:1 Sebastián Abreu 44, 2:1 Julio César Pinheiro 77 |
| 19.11 UNAM Meksyk – Nacional Táchira San Juan de Colón 4:0 (1:0) - 1:0 Luis Ignacio González 17, 2:0 José Luis López Monroy 46, 3:0 Jaime Lozano 57, 4:0 Mariano Trujillo 71k                                                     |
| 21.11 Cruz Azul – Nacional Táchira San Juan de Colón 4:0 (3:0) - 1:0 Sebastián Abreu 9, 2:0 Sebastián Abreu 21, 3:0 Sebastián Abreu 22, 4:0 Víctor Gutiérrez 62                                                                   |
| 28.11 Cruz Azul – UNAM Meksyk 0:2 (0:0) - 0:1 Francisco Fonseca 51, 0:2 Miguel España 87 |
| 28.11 Nacional Táchira San Juan de Colón – Estudiantes Mérida 3:2 (1:1) - 1:0 Alexander Rondón 25, 1:1 Jair Muñoz 30, 2:1 José Daniel Giovany 46, 2:2 Javier Villafráz 52, 3:2 Ricardo Duno 58k - mecz rozegrany w mieście Mérida |

| Klub                               | Mecze | Zw | Rem | Por | Pkt | BrZd | BrStr |
| ---------------------------------- | ----- | -- | --- | --- | --- | ---- | ----- |
| UNAM Meksyk                        | 6     | 4  | 1   | 1   | 13  | 12   | 4     |
| Cruz Azul                          | 6     | 3  | 2   | 1   | 11  | 11   | 7     |
| Estudiantes Mérida                 | 6     | 2  | 1   | 3   | 7   | 7    | 9     |
| Nacional Táchira San Juan de Colón | 6     | 1  | 0   | 5   | 3   | 6    | 16    |

## 1/16 finału

### Grupa 1
| 18.02 Club Libertad – CS Emelec 2:2 (0:2) - 0:1 Otilino Tenorio 9, 0:2 Otilino Tenorio 43, 1:2 Emilio Martínez 58, 2:2 Osvaldo Andrés Cohener 79                                    |
| 19.02 Deportivo Cali – River Plate 2:0 (1:0) - 1:0 Elkin Murillo 36, 2:0 Carlos Alberto Castillo 60                                                                                 |
| 25.02 CS Emelec – Deportivo Cali 0:4 (0:1) - 0:1 Carlos Alberto Castillo 22, 0:2 Giovanni Hernández 49, 0:3 Carlos Alberto Castillo 62, 0:4 Jairo Patiño 78                         |
| 27.02 River Plate – Club Libertad 3:1 (0:0) - 0:1 Héctor Benitez 63, 1:1 Esteban Fuertes 65, 2:1 Lucho González 77, 3:1 Esteban Fuertes 85k                                         |
| 11.03 Deportivo Cali – Club Libertad 1:0 (1:0) - 1:0 Giovanni Hernández 34 |
| 13.03 CS Emelec – River Plate 3:1 (0:1) - 0:1 Esteban Fuertes 39, 1:1 Óscar Fernando Pacheco 59k, 2:1 José Manuel Rey 77, 3:1 Otilino Tenorio 87                                    |
| 18.03 CS Emelec – Club Libertad 1:5 (1:2) - 1:0 Moisés Alberto Cuero 4, 1:1 Carlos Bonet 38, 1:2 Pedrinho 45, 1:3 Pedrinho 60, 1:4 Sergio Enrique Fernández 80, 1:5 Carlos Bonet 87 |
| 20.03 River Plate – Deportivo Cali 2:1 (1:1) - 0:1 Carlos Alberto Castillo 27, 1:1 Fernando Cavenaghi 36, 2:1 Eduardo Germán Coudet 70                                              |
| 01.04 Deportivo Cali – CS Emelec 1:0 (1:0) - 1:0 Jorge Alberto Rojas 26s |
| 09.04 Club Libertad – River Plate 0:2 (0:0) - 0:1 Andrés D’Alessandro 81, 0:2 Fernando Cavenaghi 92k                                                                                |
| 17.04 River Plate – CS Emelec 2:0 (1:0) - 1:0 Gastón Nicolás Fernández 42, 2:0 Andrés D’Alessandro 80                                                                               |
| 17.04 Club Libertad – Deportivo Cali 1:0 (1:0) - 1:0 Sergio Enrique Fernández 17 |

| Klub           | Mecze | Zw | Rem | Por | Pkt | BrZd | BrStr |
| -------------- | ----- | -- | --- | --- | --- | ---- | ----- |
| Deportivo Cali | 6     | 4  | 0   | 2   | 12  | 9    | 3     |
| River Plate    | 6     | 4  | 0   | 2   | 12  | 10   | 7     |
| Club Libertad  | 6     | 2  | 1   | 3   | 7   | 9    | 9     |
| CS Emelec      | 6     | 1  | 1   | 4   | 4   | 6    | 15    |

### Grupa 2
| 06.02 Cerro Porteño – CD Universidad Católica 3:2 (2:0) - 1:0 Santiago Gabriel Salcedo 2, 2:0 Santiago Gabriel Salcedo 45, 2:1 Sergio Alejandro Gioino 84, 2:2 Pablo Javier Lenci 87, 3:2 Héctor Mario Núñez 93               |
| 13.02 Club Sporting Cristal – Paysandu SC Belém 0:2 (0:0) - 0:1 Róbson 48, 0:2 Sandro Júnior 51 |
| 19.02 CD Universidad Católica – Club Sporting Cristal 0:1 (0:1) - 0:1 Flavio Maestri 6 |
| 06.03 Paysandu SC Belém – Cerro Porteño 0:0 |
| 11.03 Paysandu SC Belém – CD Universidad Católica 3:1 (1:1) - 0:1 Cristián Álvarez 12, 1:1 Róbson 45k, 2:1 Róbson 83, 3:1 Vélber 49                                                                                           |
| 12.03 Club Sporting Cristal – Cerro Porteño 1:1 (1:0) - 1:0 Jorge Soto 39, 1:1 Santiago Gabriel Salcedo 59 |
| 18.03 CD Universidad Católica – Cerro Porteño 2:1 (0:0) - 1:0 Sergio Alejandro Gioino 55, 2:0 Jorge Luis Campos 70, 2:1 Jorge Martín Núñez 81                                                                                 |
| 18.03 Paysandu SC Belém – Club Sporting Cristal 2:1 (2:0) - 1:0 Róbson 14, 2:0 Jorginho Baiano 33, 2:1 Jorge Moisela 53 |
| 27.03 Cerro Porteño – Paysandu SC Belém 2:6 (1:1) - 0:1 Vélber 33, 1:1 Edgar Barreto 44, 1:2 Vélber 52, 1:3 Róbson 61k, 1:4 Iarley 75, 2:4 Santiago Gabriel Salcedo 78, 2:5 Iarley 88, 2:6 Róbson 90 - mecz w Ciudad del Este |
| 27.03 Club Sporting Cristal – CD Universidad Católica 3:1 (1:0) - 1:0 Flavio Maestri 34, 2:0 Flavio Maestri 60, 3:0 Julinho 63, 3:1 Patricio Ormazábal 89                                                                     |
| 15.04 CD Universidad Católica – Paysandu SC Belém 1:1 - Cristián Álvarez – Sandro Goiano |
| 15.04 Cerro Porteño – Club Sporting Cristal 1:0 - Sergio Aquino |

| Klub                    | Mecze | Zw | Rem | Por | Pkt | BrZd | BrStr |
| ----------------------- | ----- | -- | --- | --- | --- | ---- | ----- |
| Paysandu SC Belém       | 6     | 4  | 2   | 0   | 14  | 14   | 5     |
| Cerro Porteño           | 6     | 2  | 2   | 2   | 8   | 8    | 11    |
| Club Sporting Cristal   | 6     | 2  | 1   | 3   | 7   | 6    | 7     |
| CD Universidad Católica | 6     | 1  | 1   | 4   | 4   | 7    | 12    |

### Grupa 3
| 05.02 12 de Octubre Itaugua – CD El Nacional 3:1 (2:0) - 1:0 Fredy Bareiro 38, 2:0 Tomás Alberto González 45, 3:0 Tomás Alberto González 48, 3:1 Carlos Armando Grueso 71              |
| 05.02 América Cali – Santos FC 1:5 (1:2) - 0:1 Léo 28, 1:1 Jorge Banguero 36, 1:2 Alex 37, 1:3 Ricardo Oliveira 57, 1:4 Diego 59, 1:5 Ricardo Oliveira 88                              |
| 20.02 Santos FC – 12 de Octubre Itaugua 3:1 (1:1) - 0:1 Fredy Bareiro 3, 1:1 Elano 17, 2:1 Ricardo Oliveira 63k, 3:1 Nenê 71                                                           |
| 26.02 CD El Nacional – América Cali 1:1 (0:0) - 1:0 Carlos Armando Grueso 47, 1:1 José Moreno 86                                                                                       |
| 04.03 América Cali – 12 de Octubre Itaugua 4:1 (2:0) - 1:0 Julián Vásquez, 2:0 Leonardo Moreno 37, 3:0 Julián Vásquez 46, 3:1 Richard Gómez 66, 4:1 Julián Vásquez 75                  |
| 12.03 CD El Nacional – Santos FC 0:0 |
| 19.03 Santos FC – América Cali 3:0 (2:0) - 1:0 Diego 3, 2:0 Robinho 24, 3:0 Ricardo Oliveira 77                                                                                        |
| 19.03 CD El Nacional – 12 de Octubre Itaugua 1:0 (0:0) - 1:0 Carlos Armando Grueso 90                                                                                                  |
| 25.03 12 de Octubre Itaugua – Santos FC 1:4(0:2) - 0:1 Robinho 2, 0:2 Diego 37, 0:3 Nenê 78, 1:3 Luis Alberto Monzón 83 1:4 Ricardo Oliveira 86 - w Ciudad del Este                    |
| 27.03 América Cali – CD El Nacional 1:0 (0:0) - 1:0 Jorge Banguero 61 |
| 16.04 Santos FC – CD El Nacional 1:1 (1:0) - 1:0 Ricardo Oliveira 18, 1:1 Cléber Chalá 57                                                                                              |
| 16.04 12 de Octubre Itaugua – América Cali 1:4 (0:2) - 0:1 Julián Vásquez 25, 0:2 David Ferreira 38, 0:3 Leonardo Moreno 63, 0:4 Julián Vásquez 77, 1:4 Víctor Salinas 81 - w Asunción |

| Klub                  | Mecze | Zw | Rem | Por | Pkt | BrZd | BrStr |
| --------------------- | ----- | -- | --- | --- | --- | ---- | ----- |
| Santos FC             | 6     | 4  | 2   | 0   | 14  | 16   | 4     |
| América Cali          | 6     | 3  | 1   | 2   | 10  | 11   | 11    |
| CD El Nacional        | 6     | 1  | 3   | 2   | 6   | 4    | 6     |
| 12 de Octubre Itaugua | 6     | 1  | 0   | 5   | 3   | 7    | 17    |

### Grupa 4
| 11.02 Alianza Lima – Club Olimpia 1:1 (0:1) - 0:1 Hernán Rodrigo López 18, 1:1 Jorge Soto 68k |
| 12.02 CD Cobreloa – Gimnasia y Esgrima La Plata 0:0 |
| 20.02 Club Olimpia – CD Cobreloa 0:0 |
| 26.02 Gimnasia y Esgrima La Plata – Alianza Lima 5:1 (5:1) - 1:0 Esteban Nicolás González 8, 2:0 Claudio Enría 30, 2:1 Aldo Olcese 34, 3:1 Lucas Lobos 40, 4:1 Claudio Enría 42, 5:1 Roberto Carlos Sosa 44   |
| 04.03 Gimnasia y Esgrima La Plata – Club Olimpia 1:1 (1:0) - 1:0 Lucas Lobos 13, 1:1 Hernán Rodrigo López 88                                                                                                  |
| 05.03 Alianza Lima – CD Cobreloa 2:3 (1:1) - 1:0 Nicolás Martin Tagliani 15, 1:1 Fernando Patricio Martel 31, 1:2 Fernando Patricio Martel 65, 2:2 Nicolás Martin Tagliani 68, 2:3 Fernando Andrés Cornejo 92 |
| 19.03 Gimnasia y Esgrima La Plata – CD Cobreloa 0:0 |
| 20.03 Club Olimpia – Alianza Lima 0:1 (0:0) - 0:1 Nicolás Martin Tagliani 93 |
| 25.03 CD Cobreloa – Club Olimpia 2:3 (2:2) - 1:0 José Luis Díaz 10, 2:0 Fernando Patricio Martel 15k, 2:1 Pablo Gaglianone 20, 2:2 Hernán Rodrigo López 37, 2:3 Richart Báez 70                               |
| 26.03 Alianza Lima – Gimnasia y Esgrima La Plata 1:1 (1:0) - 1:0 Aldo Olcese 10, 1:1 Esteban Nicolás González 61                                                                                              |
| 08.04 Club Olimpia – Gimnasia y Esgrima La Plata 4:1 (1:0) - 1:0 Guido Alvarenga 5, 2:0 Hernán Rodrigo López 62, 3:0 Hernán Rodrigo López 65, 4:0 Juan Carlos Benítez 89, 4:1 Germán Pablo Castillo 90k       |
| 08.04 CD Cobreloa – Alianza Lima 4:0 (2:0) - 1:0 Rodrigo Pérez 5, 2:0 Fernando Patricio Martel 7, 3:0 Rodrigo Meléndez 63, 4:0 Mauricio Hernán Dinamarca 88                                                   |

| Klub                        | Mecze | Zw | Rem | Por | Pkt | BrZd | BrStr |
| --------------------------- | ----- | -- | --- | --- | --- | ---- | ----- |
| CD Cobreloa                 | 6     | 2  | 3   | 1   | 9   | 9    | 5     |
| Club Olimpia                | 6     | 2  | 3   | 1   | 9   | 9    | 6     |
| Gimnasia y Esgrima La Plata | 6     | 1  | 4   | 1   | 7   | 8    | 7     |
| Alianza Lima                | 6     | 1  | 2   | 3   | 5   | 6    | 14    |

### Grupa 5
| 04.02 Grêmio Porto Alegre – UNAM Meksyk 3:2 (2:1) - 0:1 Joaquín Beltrán 22, 1:1 Luís Mário 30, 2:1 Jaime Lozano 34s, 2:2 Leandro Augusto 75, 3:2 Roger 90                                                    |
| 11.02 UNAM Meksyk – Club Bolívar 2:0 (1:0) - 1:0 Luis Ignacio González 32, 2:0 José Luis López Monroy 65 |
| 18.02 CA Peñarol – Grêmio Porto Alegre 2:2 (0:0) - 0:1 Ânderson Lima 61, 0:2 Douglas Delfino 78, 1:2 Antonio Pacheco 86, 2:2 Gabriel Cedrés 89                                                               |
| 25.02 Club Bolívar – CA Peñarol 5:2 (3:2) - 1:0 Joaquín Botero 8, 1:1 Nicolás Ezequiel Rotundo 17, 1:2 Carlos Bueno 21, 2:2 Joaquín Botero 40, 3:2 Joaquín Botero 45, 4:2 Joe Bizera 79s, 5:2 Marco Sandy 83 |
| 11.03 CA Peñarol – UNAM Meksyk 2:0 (1:0) - 1:0 Fabián Estoyanoff 31, 2:0 Marcelo Alejandro de Souza 58 |
| 13.03 Grêmio Porto Alegre – Club Bolívar 1:0 (1:0) - 1:0 Caio 12 |
| 18.03 CA Peñarol – Club Bolívar 4:0 (2:0) - 1:0 Gabriel Cedrés 30, 2:0 Fabián Canobbio 40, 3:0 Fabián Canobbio 57, 4:0 Gabriel Cedrés 67                                                                     |
| 20.03 UNAM Meksyk – Grêmio Porto Alegre 1:0 (0:0) - 1:0 Álvaro Fabián González 80 |
| 26.03 Club Bolívar – UNAM Meksyk 2:0 (1:0) - 1:0 Limberg Gutiérrez 1, 2:0 Marco Sandy 64 |
| 02.04 Grêmio Porto Alegre – CA Peñarol 4:1 (2:0) - 1:0 Claudiomiro 23, 2:0 Caio 42, 2:1 Joe Bizera 46, 3:1 Gilberto 60, 4:1 Ânderson Lima 63                                                                 |
| 10.04 Club Bolívar – Grêmio Porto Alegre 1:0 (0:0) - 1:0 Limberg Gutiérrez 62 |
| 10.04 UNAM Meksyk – CA Peñarol 3:1 (0:1) - 0:1 Marcelo Alejandro de Souza 19, 1:1 Francisco Fonseca 54, 2:1 Francisco Fonseca 77, 3:1 Mariano Trujillo 82                                                    |

| Klub                | Mecze | Zw | Rem | Por | Pkt | BrZd | BrStr |
| ------------------- | ----- | -- | --- | --- | --- | ---- | ----- |
| Grêmio Porto Alegre | 6     | 3  | 1   | 2   | 10  | 10   | 7     |
| UNAM Meksyk         | 6     | 3  | 0   | 3   | 9   | 8    | 8     |
| Club Bolívar        | 6     | 3  | 0   | 3   | 9   | 8    | 9     |
| CA Peñarol          | 6     | 2  | 1   | 3   | 7   | 12   | 14    |

### Grupa 6
| 18.02 Universitario de Deportes – Racing Club de Avellaneda 1:1 (1:1) - 1:0 Jorge Ricardo Artigas 4, 1:1 Fabián Diego Pumar 8s                                                                |
| 25.02 Club Nacional de Football – Racing Club de Avellaneda 1:2 (0:0) - 0:1 Luis Enrique Rueda 59, 1:1 Horacio Peralta 63, 1:2 Milovan Mirosevic 66                                           |
| 26.02 Universitario de Deportes – Oriente Petrolero 2:0 (1:0) - 1:0 Jorge Ricardo Artigas 30k, 2:0 Jorge Raúl Huamán 64                                                                       |
| 06.03 Oriente Petrolero – Club Nacional de Football 2:3 (0:1) - 0:1 Sebastián Eguren 35, 1:1 Claudio Darío Biaggio 50, 1:2 Gabriel Álvez 54, 2:2 Raúl Justiniano 73, 2:3 Gustavo Munúa 89k    |
| 12.03 Racing Club de Avellaneda – Oriente Petrolero 2:0 (1:0) - 1:0 Luis Enrique Rueda 6, 2:0 Andrés Felipe Orozco 56                                                                         |
| 19.03 Club Nacional de Football – Universitario de Deportes 2:0 (2:0) - 1:0 Marco Eduardo Vanzini 2, 2:0 Marcelo Fernando Guerrero 44                                                         |
| 25.03 Racing Club de Avellaneda – Universitario de Deportes 1:1 (1:1) - 1:0 Milovan Mirosevic 29, 1:1 Wilder Galliquio 31                                                                     |
| 01.04 Club Nacional de Football – Oriente Petrolero 3:0 (1:0) - 1:0 Gustavo Méndez 22, 2:0 Marcelo Fernando Guerrero 50, 3:0 Carlos Alberto Juárez 85                                         |
| 08.04 Oriente Petrolero – Universitario de Deportes 2:2 (0:0) - 1:0 Roger Suárez 60, 1:1 Paul Manuel Cominges 64, 1:2 Jean Franco Ferrari 74, 2:2 Claudio Darío Biaggio 78                    |
| 09.04 Racing Club de Avellaneda – Club Nacional de Football 4:1 (2:0) - 1:0 Sixto Peralta 13, 2:0 Diego Milito 22, 3:0 Luis Enrique Rueda 52, 4:0 Luis Enrique Rueda 66, 4:1 Benoît Angbwa 77 |
| 16.04 Oriente Petrolero – Racing Club de Avellaneda 0:1 (0:1) - 0:1 Luis Enrique Rueda 19 |
| 16.04 Universitario de Deportes – Club Nacional de Football 2:2 (0:0) - 0:1 Fabián O’Neill 48, 1:1 Johan Sotil 56, 1:2 Marcelo Fernando Guerrero 63, 2:2 Paul Manuel Cominges 79k             |

| Klub                      | Mecze | Zw | Rem | Por | Pkt | BrZd | BrStr |
| ------------------------- | ----- | -- | --- | --- | --- | ---- | ----- |
| Racing Club de Avellaneda | 6     | 4  | 2   | 0   | 14  | 11   | 4     |
| Club Nacional de Football | 6     | 3  | 1   | 2   | 10  | 12   | 10    |
| Universitario de Deportes | 6     | 1  | 4   | 1   | 7   | 8    | 8     |
| Oriente Petrolero         | 6     | 0  | 1   | 5   | 1   | 4    | 13    |

### Grupa 7
| 06.02 Barcelona SC – CSD Colo-Colo 2:0 (1:0) - 1:0 Ariel José Graziani 9, 2:0 Marcelo Fleitas 51 |
| 20.02 Boca Juniors – Independiente Medellín 2:0 (0:0) - 1:0 Ezequiel González 50, 2:0 Marcelo Delgado 86 |
| 26.02 CSD Colo-Colo – Boca Juniors 1:2 (0:1) - 0:1 Alfredo Moreno 38k, 1:1 Marcelo Espina 75k, 1:2 Alfredo Moreno 88                                                                                                |
| 27.02 Independiente Medellín – Barcelona SC 1:0 (1:0) - 1:0 John Javier Restrepo 7 |
| 05.03 Boca Juniors – Barcelona SC 2:1 (1:0) - 1:0 Guillermo Barros Schelotto 5, 2:0 Marcelo Delgado 69, 2:1 Ariel José Graziani 90                                                                                  |
| 06.03 CSD Colo-Colo – Independiente Medellín 2:1 (1:1) - 1:0 Manuel Neira 24, 1:1 Tressor Moreno 39, 2:1 Marcelo Espina 54                                                                                          |
| 13.03 CSD Colo-Colo – Barcelona SC 1:1 (1:0) - 1:0 Luis Ignacio Quinteros 19, 1:1 Hugo Brizuela 85 |
| 26.03 Independiente Medellín – Boca Juniors 1:0 (0:0) - 1:0 David Fernando Montoya 89 |
| 03.04 Boca Juniors – CSD Colo-Colo 2:2 (2:1) - 1:0 Marcelo Delgado 2, 2:0 Marcelo Delgado 15, 2:1 Marcelo Espina 40k, 2:2 Luis Ignacio Quinteros 51                                                                 |
| 03.04 Barcelona SC – Independiente Medellín 2:4 (1:2) - 0:1 David Fernando Montoya 19, 1:1 Hugo Brizuela 23, 1:2 Mauricio Alejandro Molina 36, 2:2 Marcelo Fleitas 47, 2:3 Tressor Moreno 72, 2:4 Tressor Moreno 85 |
| 10.04 Barcelona SC – Boca Juniors 2:2 (0:0) - 1:0 Ariel José Graziani 46, 2:0 Guillermo Carlos Morigi 59, 2:1 Franco Darío Cángele 80, 2:2 Alfredo Moreno 90                                                        |
| 10.04 Independiente Medellín – CSD Colo-Colo 2:0 (1:0) - 1:0 Jorge Horacio Serna 4, 2:0 Jorge Horacio Serna 60 |

| Klub                   | Mecze | Zw | Rem | Por | Pkt | BrZd | BrStr |
| ---------------------- | ----- | -- | --- | --- | --- | ---- | ----- |
| Independiente Medellín | 6     | 4  | 0   | 2   | 12  | 9    | 6     |
| Boca Juniors           | 6     | 3  | 2   | 1   | 11  | 10   | 7     |
| Barcelona SC           | 6     | 1  | 2   | 3   | 5   | 8    | 10    |
| CSD Colo-Colo          | 6     | 1  | 2   | 3   | 5   | 6    | 10    |

### Grupa 8
| 05.02 Corinthians Paulista – Cruz Azul 1:0 (1:0) - 1:0 Liédson 14 |
| 18.02 Cruz Azul – Club The Strongest 3:2 (1:1) - 1:0 Sebastián Abreu 17, 1:1 Diego Cabrera 40, 2:1 Daniel Eduardo Baldi 75, 3:1 Sebastián Abreu 79, 3:2 Reeny Rivera 89                                                              |
| 19.02 Fénix Montevideo – Corinthians Paulista 1:2 (1:2) - 0:1 Fábio Luciano 16, 1:1 Javier Edgardo Cámpora 23, 1:2 Jorge Wagner 37                                                                                                   |
| 27.02 Club The Strongest – Fénix Montevideo 1:0 (0:0) - 1:0 Froylán Ledezma 61 |
| 05.03 Fénix Montevideo – Cruz Azul 6:1 (1:1) - 0:1 Sebastián Abreu 17, 1:1 Martín Ligüera 45, 2:1 Javier Edgardo Cámpora 52, 3:1 Martín Ligüera 70k, 4:1 Martín Ligüera 74, 5:1 Germán Andrés Hornos 84, 6:1 Germán Andrés Hornos 90 |
| 11.03 Corinthians Paulista – Club The Strongest 4:1 (2:1) - 1:0 Rogério 15, 1:1 Froylán Ledezma 17, 2:1 Anderson 32, 3:1 Jorge Wagner 58, 4:1 Liédson 70                                                                             |
| 20.03 Fénix Montevideo – Club The Strongest 2:0 (1:0) - 1:0 Germán Andrés Hornos 25, 2:0 Germán Andrés Hornos 73 |
| 26.03 Cruz Azul – Corinthians Paulista 3:0 (2:0) - 1:0 Tomás Campos 6, 2:0 Juan Carlos Cacho 45, 3:0 Francisco Palencia 66 |
| 02.04 Corinthians Paulista – Fénix Montevideo 6:1 (4:0) - 1:0 Gil 9, 2:0 Fábio Luciano 20, 3:0 Leandro Amaral 21, 4:0 Liédson 45, 5:0 Liédson 63, 5:1 Javier Edgardo Cámpora 82, 6:1 Gil 88                                          |
| 03.04 Club The Strongest – Cruz Azul 2:1 (1:0) - 1:0 Rubén Gigena 34, 1:1 Miguel Zepeda 57, 2:1 Sandro Coelho 86k |
| 08.04 Cruz Azul – Fénix Montevideo 4:0 (2:0) - 1:0 Francisco Palencia 4, 2:0 Gilberto Jiménez 43, 3:0 Miguel Zepeda 57, 4:0 Mario Ortiz 85                                                                                           |
| 09.04 Club The Strongest – Corinthians Paulista 0:2 (0:2) - 0:1 Liédson 34, 0:2 Leandro Amaral 40 |

| Klub                 | Mecze | Zw | Rem | Por | Pkt | BrZd | BrStr |
| -------------------- | ----- | -- | --- | --- | --- | ---- | ----- |
| Corinthians Paulista | 6     | 5  | 0   | 1   | 15  | 15   | 6     |
| Cruz Azul            | 6     | 3  | 0   | 3   | 9   | 12   | 11    |
| Fénix Montevideo     | 6     | 2  | 0   | 4   | 6   | 10   | 14    |
| Club The Strongest   | 6     | 2  | 0   | 4   | 6   | 6    | 12    |

## 1/8 finału
| Cruz Azul – Deportivo Cali 0:0 i 0:0, karne 3:2 - 06.05 0:0 - 13.05 0:0 |
| Boca Juniors – Paysandu SC Belém 0:1 i 4:2 - 24.04 0:1 Iarley 67 - 15.05 1:0 Guillermo Barros Schelotto 14, 1:1 Lecheva 52, 2:1 Marcelo Delgado 57, 3:1 Guillermo Barros Schelotto 67k, 4:1 Guillermo Barros Schelotto 70k, 4:2 Nicolás Burdisso 85s                                                                                               |
| Club Nacional de Football – Santos FC 4:4 i 2:2, karne 1:3 - 23.04 0:1 Alex 6, 0:2 Ricardo Oliveira 44, 1:2 Gabriel Álvez 56, 1:3 Robinho 65, 2:3 Horacio Peralta 71, 3:3 Diego Scotti 81, 3:4 Ricardo Oliveira 84k, 4:4 Benoît Angbwa 95 - 07.05 0:1 Ricardo Oliveira 9, 1:1 Sebastián Eguren 38, 2:1 Fabián O’Neill 41, 2:2 Sebastián Eguren 64s |
| UNAM Meksyk – CD Cobreloa 0:1 i 0:0 - 24.04 0:1 José Luis Díaz 49 - 08.05 0:0 |
| Club Olimpia – Grêmio Porto Alegre 2:3 i 0:3 - 22.04 0:1 Claudiomiro 20, 1:1 Hernán Rodrigo López 27, 2:1 Mauro Antonio Caballero 34, 2:2 Gilberto 62, 2:3 Luís Mário 65 - 08.05 0:1 Rodrigo Fabri 16, 0:2 Christian 21, 0:3 Christian 49 |
| América Cali – Racing Club de Avellaneda 1:1 i 0:0, karne 6:5 - 29.04 1:0 Jorge Banguero 42, 1:1 Diego Milito 68 - 13.05 0:0 |
| Cerro Porteño – Independiente Medellín 0:1 i 1:0, karne 2:4 - 23.04 0:1 David Fernando Montoya 45 - 06.05 1:0 Jorge Martín Núñez 52 |
| River Plate – Corinthians Paulista 2:1 i 2:1 - 01.05 0:1 Jorge Wagner 69, 1:1 Andrés D’Alessandro 85, 2:1 Fernando Cavenaghi 89 - 14.05 0:1 Liédson 9, 1:1 Martín Demichelis 22, 2:1 Esteban Fuertes 75k |

## 1/4 finału
| Cruz Azul – Santos FC 2:2 i 0:1 - 21.05 1:0 Francisco Palencia 17, 1:1 Renato 21, 2:1 Francisco Palencia 51, 2:2 Diego 76 - 28.05 0:1 Robinho 13 |
| CD Cobreloa – Boca Juniors 1:2 i 1:2 - 21.05 1:0 Luis Fuentes 10, 1:1 Guillermo Barros Schelotto 14, 1:2 Guillermo Barros Schelotto 77 - 28.05 0:1 Matías Donnet 8, 0:2 Carlos Tévez 14, 1:2 Patricio Sebastián Galaz 27                                                 |
| Grêmio Porto Alegre – Independiente Medellín 2:2 i 1:2 - 22.05 0:1 Mauricio Alejandro Molina 2, 1:1 Gilberto 16, 1:2 David Fernando Montoya 18, 2:2 Rodrigo Fabri 31 - 29.05 0:1 Jorge Horacio Serna 27, 1:1 Ânderson Lima 30, 1:2 William Vásquez 90                    |
| River Plate – América Cali 2:1 i 1:4 - 20.05 1:0 Andrés D’Alessandro 16, 1:1 Julián Vásquez 58, 2:1 Matías Emanuel Lequi 90 - 27.05 0:1 Julián Vásquez 29, 0:2 Julián Vásquez 35, 0:3 Jairo Fernando Castillo 42, 1:3 Daniel Ludueña 68, 1:4 Leonardo Moreno 100 (90+10) |

## 1/2 finału
| Santos FC – Independiente Medellín 1:0 i 3:2 - 04.06 1:0 Nenê 66 - 18.06 0:1 Tressor Moreno 13, 1:1 Alex 36, 2:1 Fabiano Pereira 61, 2:2 Mauricio Alejandro Molina 65, 3:2 Léo 86            |
| Boca Juniors – América Cali 2:0 i 4:0 - 11.06 1:0 Rolando Schiavi 41, 2:0 Carlos Tévez 89 - 19.06 1:0 Carlos Tévez 13, 2:0 Carlos Tévez 22, 3:0 Rolando Schiavi 40k, 4:0 Marcelo Delgado 76k |

## FINAŁ
| Boca Juniors – Santos FC 2:0 i 3:1 |
| 25 czerwca 2003 Buenos Aires Estadio La Bombonera (57 000) Boca Juniors – Santos FC 2:0 (1:0) Sędzia: Óscar Ruiz (Kolumbia) Bramki: 1:0 Marcelo Delgado 32, 2:0 Marcelo Delgado 83 Żółte kartki: Hugo Ibarra (16), Pereira (18), Raúl Alfredo Cascini (67), Diego Cagna (71), Araújo (72), Paulo Almeida (78), André Luís (80), Javier Villarreal (85) Czerwone kartki: Araújo (82) Club Atlético Boca Juniors: Roberto Abbondanzieri – Hugo Ibarra, Rolando Schiavi, Nicolás Burdisso, Clemente Rodríguez – Sebastián Battaglia, Raúl Alfredo Cascini, Diego Cagna (88 Franco Darío Cángele) – Carlos Tévez; Marcelo Delgado, Guillermo Barros Schelotto (53 Javier Villarreal). Trener: Carlos Bianchi Santos FC: Fábio Costa – Araújo, Pereira (46 André Luís), Alex, Léo – Paulo Almeida, Renato, Fabiano Pereira (69 Nenê), Diego – Robinho, Ricardo Oliveira. Trener: Émerson Leão |
| 2 lipca 2003 São Paulo Estádio do Morumbi (75 000) Santos FC – Boca Juniors 1:3 (0:1) Sędzia: Jorge Larrionda (Urugwaj) Bramki: 0:1 Carlos Tévez 21, 1:1 Alex 70, 1:2 Marcelo Delgado 84, 1:3 Rolando Schiavi 95k Żółte kartki: Léo (1), Fabiano Pereira (61), Fábio Costa (93) / Raúl Alfredo Cascini (6), Roberto Abbondanzieri (86) Santos FC: Fábio Costa – Wellington (30 Nenê), Alex, André Luís, Léo – Paulo Almeida, Renato – Fabiano Pereira, Diego, Robinho – Ricardo Oliveira (67 Douglas). Trener: Émerson Leão Club Atlético Boca Juniors: Roberto Abbondanzieri – Hugo Ibarra, Rolando Schiavi, Nicolás Burdisso, Clemente Rodríguez – Sebastián Battaglia, Raúl Alfredo Cascini, Javier Villarreal (88 Pablo Ezequiel Jeréz), Diego Cagna (87 Miguel Eduardo Caneo) – Carlos Tévez, Marcelo Delgado (90 Franco Darío Cángele). Trener: Carlos Bianchi                     |

## Klasyfikacja strzelców bramek
| Gole | Piłkarz                    | Klub                 |
| ---- | -------------------------- | -------------------- |
| 9    | Ricardo Oliveira           | Santos FC            |
| 9    | Marcelo Delgado            | Boca Juniors         |
| 8    | Julián Vásquez             | América Cali         |
| 6    | Liédson                    | Corinthians Paulista |
| 6    | Róbson                     | Paysandu SC Belém    |
| 6    | Guillermo Barros Schelotto | Boca Juniors         |
| 6    | Hernán Rodrigo López       | Club Olimpia         |

## Klasyfikacja
Poniższa tabela ma charakter statystyczny. O kolejności decyduje na pierwszym miejscu osiągnięty etap rozgrywek, a dopiero potem dorobek bramkowo-punktowy. W przypadku klubów, które odpadły w rozgrywkach grupowych o kolejności decyduje najpierw miejsce w tabeli grupy, a dopiero potem liczba zdobytych punktów i bilans bramkowy.
| Poz                                                                      | Klub                               | Mecze | Zw | Rem | Por | Pkt | BrZd | BrStr |
| ------------------------------------------------------------------------ | ---------------------------------- | ----- | -- | --- | --- | --- | ---- | ----- |
| 1                                                                        | Boca Juniors                       | 14    | 10 | 2   | 2   | 32  | 29   | 13    |
| 2                                                                        | Santos FC                          | 14    | 7  | 5   | 2   | 26  | 30   | 19    |
| 3                                                                        | Independiente Medellín             | 12    | 6  | 1   | 5   | 19  | 16   | 14    |
| 4                                                                        | América Cali                       | 12    | 4  | 3   | 5   | 15  | 17   | 21    |
| 5                                                                        | Cruz Azul                          | 16    | 6  | 5   | 5   | 23  | 25   | 21    |
| 6                                                                        | River Plate                        | 10    | 7  | 0   | 3   | 21  | 17   | 14    |
| 7                                                                        | Grêmio Porto Alegre                | 10    | 5  | 2   | 3   | 17  | 19   | 13    |
| 8                                                                        | CD Cobreloa                        | 10    | 3  | 4   | 3   | 13  | 12   | 9     |
| 9                                                                        | UNAM Meksyk                        | 14    | 7  | 2   | 5   | 23  | 20   | 13    |
| 10                                                                       | Paysandu SC Belém                  | 8     | 5  | 2   | 1   | 17  | 17   | 9     |
| 11                                                                       | Racing Club de Avellaneda          | 8     | 4  | 4   | 0   | 16  | 12   | 5     |
| 12                                                                       | Corinthians Paulista               | 8     | 5  | 0   | 3   | 15  | 17   | 10    |
| 13                                                                       | Deportivo Cali                     | 8     | 4  | 2   | 2   | 14  | 9    | 3     |
| 14                                                                       | Club Nacional de Football          | 8     | 3  | 3   | 2   | 12  | 18   | 16    |
| 15                                                                       | Cerro Porteño                      | 8     | 3  | 2   | 3   | 11  | 9    | 12    |
| 16                                                                       | Club Olimpia                       | 8     | 2  | 3   | 3   | 9   | 11   | 12    |
| 17                                                                       | Club Bolívar                       | 6     | 3  | 0   | 3   | 9   | 8    | 9     |
| 18                                                                       | Gimnasia y Esgrima La Plata        | 6     | 1  | 4   | 1   | 7   | 8    | 7     |
| 19                                                                       | Club Libertad                      | 6     | 2  | 1   | 3   | 7   | 9    | 9     |
| 20                                                                       | Universitario de Deportes          | 6     | 1  | 4   | 1   | 7   | 8    | 8     |
| 21                                                                       | Club Sporting Cristal              | 6     | 2  | 1   | 3   | 7   | 6    | 7     |
| 22                                                                       | CD El Nacional                     | 6     | 1  | 3   | 2   | 6   | 4    | 6     |
| 23                                                                       | Fénix Montevideo                   | 6     | 2  | 0   | 4   | 6   | 10   | 14    |
| 24                                                                       | Barcelona SC                       | 6     | 1  | 2   | 3   | 5   | 8    | 10    |
| 25                                                                       | CA Peñarol                         | 6     | 2  | 1   | 3   | 7   | 12   | 14    |
| 26                                                                       | Club The Strongest                 | 6     | 2  | 0   | 4   | 6   | 6    | 12    |
| 27                                                                       | CSD Colo-Colo                      | 6     | 1  | 2   | 3   | 5   | 6    | 10    |
| 28                                                                       | Alianza Lima                       | 6     | 1  | 2   | 3   | 5   | 6    | 14    |
| 29                                                                       | CD Universidad Católica            | 6     | 1  | 1   | 4   | 4   | 7    | 12    |
| 30                                                                       | CS Emelec                          | 6     | 1  | 1   | 4   | 4   | 6    | 15    |
| 31                                                                       | 12 de Octubre Itaugua              | 6     | 1  | 0   | 5   | 3   | 7    | 17    |
| 32                                                                       | Oriente Petrolero                  | 6     | 0  | 1   | 5   | 1   | 4    | 13    |
| 33                                                                       | Estudiantes Mérida                 | 6     | 2  | 1   | 3   | 7   | 7    | 9     |
| 34                                                                       | Nacional Táchira San Juan de Colón | 6     | 1  | 0   | 5   | 3   | 6    | 16    |
| Podsumowanie: 138 meczów, w tym 32 remisy, 406 bramek – 2,94 bramki/mecz |                                    |       |    |     |     |     |      |       |